# Lamotrigin
Lamotrigin (prodajni nazivi Lamiktal, Lamal) je antiepileptik. Koristi se u lečenju epilepsije i manično-depresivne psihoze. U slučaju epilepsije, on se koristi za tretman parcijalnih napada, primarnih i sekundarnih grand mala, i napada vezanih za Lenoks-Gastautov sindrom. Poput mnogih drugih antiepileptika, lamotrigin takođe deluje kao stabilizator raspoloženja. On je jedini lek odobren od strane FDA za tu svrhu nakon litijuma, leka odobrenog skor 30 godina ranije. On je odobren za dugotrajno lečenje manično-depresivne psihoze tipa I. Hemijski nije srodan sa drugim antiepilepticima (on je feniltriazin). Lamotrigin ima relativno mali broj nuspojava i ne uslovljava analize krvi u monoterapiji. Precizan način dejstva lamotrigina nije poznat. Smatra se da je blokator natrijumskog kanala, mada on ima veoma mali broj nuspojava karakterističnih za druge nevezane antikonvulzante za koje je poznato da inihiviraju natrijumske kanale, npr. okskarbazepin. Stoga je moguće da ima različiti mehanizam dejstva. Lamotrigin se inaktivira hepatičkom glukuronidacijom.

## Spoljašnje veze
- Psihijatrijska upotreba
- Lamiktal
- Lekovi za epilepsiju
- Nuspojave Архивирано на веб-сајту  (23. фебруар 2013)
- Lamotrigin
- Nuspojave lamiktala

|  | Molimo Vas, obratite pažnju na važno upozorenje u vezi sa temama iz oblasti medicine (zdravlja). |